# RCA Dome
De RCA Dome was een American football-stadion in Indianapolis (Indiana). Het stadion opende zijn deuren in 1984 onder de naam Hoosier Dome. In 1994 veranderde de naam in RCA Dome, in ruil voor sponsoring door de RCA merknaam, destijds in handen van Thomson. Het was 24 jaar lang de thuisbasis van de Indianapolis Colts. In 2008 werd het stadion afgebroken en werd het vervangen door het Lucas Oil Stadium.
Het stadion bood in maart 1987 plaats aan de WK indooratletiek en was in augustus van datzelfde jaar een van de gebruikte locaties voor de Pan-Amerikaanse Spelen. In 1991 werden de wereldkampioenschappen turnen in het stadion gehouden.